# موسي كلاية (سمام)
موسي کلایة (بالفارسية: موسی کلایه) هي قرية تقع في إيران في غيلان. يقدر عدد سكانها بـ 694 نسمة بحسب إحصاء 2016.